# Зміячка австрійська
Зміячка австрійська, скорзонера австрійська (Scorzonera austriaca) — вид рослин з родини айстрових (Asteraceae), поширений у Євразії від Франції до Кореї й Китаю.

## Опис
Багаторічна рослина 5–40 см заввишки. Прикореневі листки на краю не кучеряві, плоскі або складені уздовж, кілеподібні. Обгортка шерстисто запушена. Квітки жовті, в 1.5 рази довше обгортки. Сім'янки запушені. Кореневище темно-коричневе. Каудекс деревний, густо покритий коричневими волокнистими і рваними залишками листкової оболонки. Стебла одиночні або кілька, прямостійні, нерозгалужені, голі. Сім'янки від білуватого до блідо-коричневого кольору, циліндричні, 1.2–1.5 см, з гладкими або іноді горбистими ребрами, голі. Папус брудно-білий, зазвичай 1.5–1.7 см.

## Поширення
Поширений у Євразії від Франції до Кореї й Китаю.
В Україні вид зростає на степових схилах, кам'янисто-щебнистих схилах гір — у Степу (Приазов'я).